# Anders Rockman
Anders Rockman, var en svensk amatörorgelbyggare, snickare och gevärshantverkare. Han var bosatt på Åkers styckebruk. Han var troligtvis helt självlärd.

## Lista över orglar
- 1840 Länna kyrka
- 1850 Dillnäs kyrka